# Élection gouvernorale de 2022 en Géorgie
L'élection gouvernorale de 2022 en Géorgie a lieu le 8 novembre 2022. 
Le gouverneur républicain sortant Brian Kemp a été élu de justesse en 2018 face à l'ancienne représentante de l'État Stacey Abrams. Il se présente pour être réélu pour un deuxième mandat. 
Des élections primaires ont eu lieu le 24 mai. Kemp a obtenu l'investiture républicaine avec 73,7 % des voix. Il a battu l'ancien sénateur David Perdue, qui n'a obtenu que 21,8 % des voix des électeurs républicains, malgré le soutien de l'ancien président Donald Trump. Trump reproche notamment à Kemp, plus modéré, d'avoir refusé de contester les résultats de l'élection présidentielle de 2020 lors de laquelle Trump a été battu de justesse par Joe Biden en Géorgie. Abrams, elle, remporte l'investiture démocrate à l'unanimité. 
Kemp et Abrams s'affrontent donc pour la deuxième fois. Kemp est favori et mène légèrement dans les sondages. 
Kemp est réélu pour un deuxième mandat. Il réalise un meilleur score qu'en 2018.

## Résultats
| Candidats                | Candidats           | Partis              | Voix      | %    |
| ------------------------ | ------------------- | ------------------- | --------- | ---- |
|                          | Brian Kemp          | Républicain         | 2 111 572 | 53,4 |
|                          | Stacey Abrams       | Démocrate           | 1 813 673 | 45,9 |
|                          | Shane Hazel         | Libertarien         | 28 163    | 0,7  |
|                          | Candidats par écrit | Candidats par écrit | 25        | 0,0  |
|                          |                     |                     |           |      |
| Votes valides            |                     |                     |           |      |
| Votes blancs et nuls     |                     |                     |           |      |
| Total                    |                     |                     |           |      |
| Abstention               |                     |                     |           |      |
| Inscrits / participation |                     |                     |           |      |